# Carl Mühlenpfordt

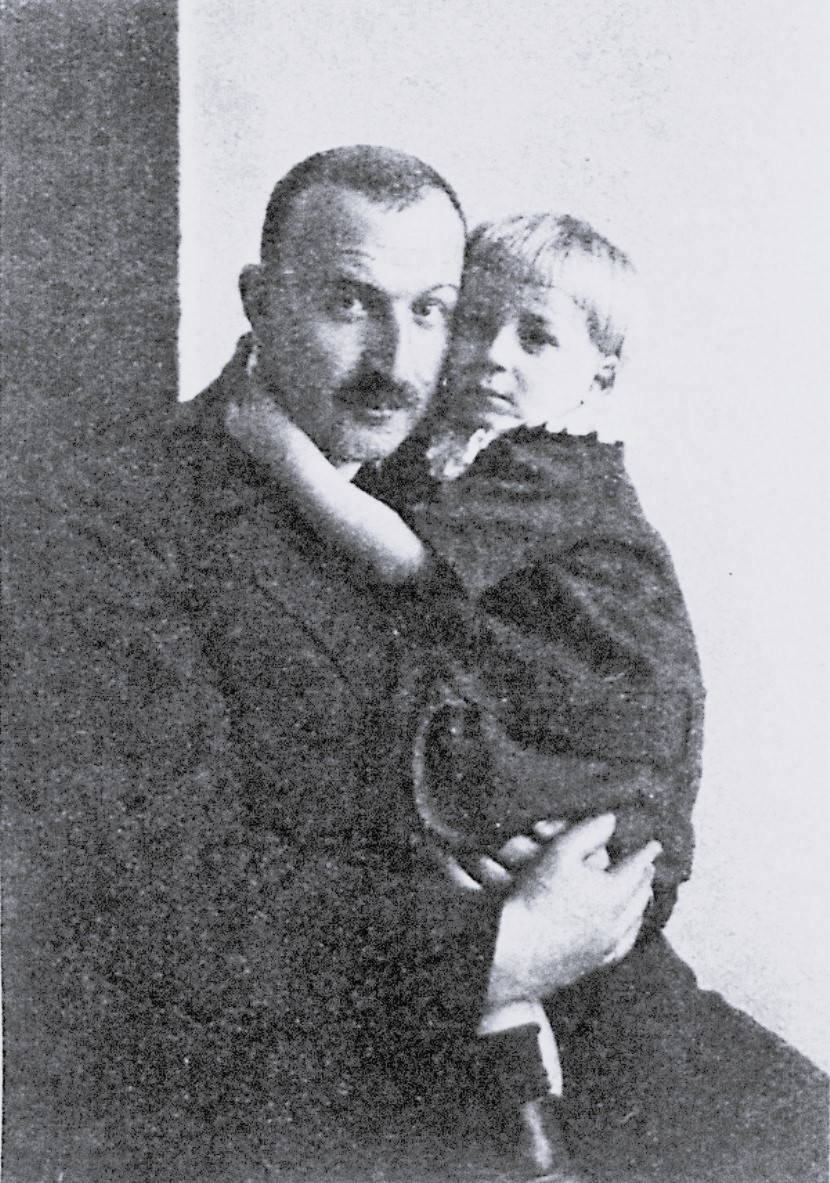
Carl Mühlenpfordt

Carl Mühlenpfordt (* 12. Februar 1878 in Blankenburg am Harz; † 19. Januar 1944 in Lübeck) war ein deutscher Architekt, Baubeamter und Hochschullehrer.

## Leben
Carl Mühlenpfordt legte sein Abitur am humanistischen Gymnasium in Blankenburg ab. Er studierte Architektur an der Technischen Hochschule Braunschweig unter anderem bei Constantin Uhde. Er wurde 1896 Mitglied der Braunschweiger Burschenschaft Alemannia. Sein Examen als Regierungsbauführer bestand er am 10. November 1900 mit Auszeichnung. Nach einer Parisreise unterrichtete er ein halbes Jahr lang vom 1. November 1900 bis zum 20. März 1901 als Dozent an der Baugewerkschule Holzminden.
Seine Tätigkeit vom 1. April 1901 bis zum 31. Dezember 1902 als Regierungsbauführer (Referendar) in Berlin im preußischen Staatsdienst, während der er bei Neubauten der Berliner Charité eingesetzt war, wurde von seiner Militärdienstzeit als Einjährig-Freiwilliger vom 1. Oktober 1901 bis 30. September 1902 im 5. Hannoverschen Infanterie-Regiment Nr. 165 unterbrochen.
Zur Mitarbeit bei Architekturuntersuchungen des Hochbauamtes Lübeck an der Marienkirche, dem Heiligen-Geist-Hospital und der Johanniskirche in der Zeit vom 1. Januar 1903 bis zum 30. Juli 1905 wurde er beurlaubt. Diese Inventarisation von Baudenkmälern bildete die Grundlage für die von ihm mitverfassten Bände II, III und IV der Publikationsreihe „Die Bau- und Kunstdenkmäler der Freien und Hansestadt Lübeck“, die 1906, 1920 und 1928 erschienen. Er war 1905 an der Planung des Vorwerker Friedhofs beteiligt und führte sie in späteren Jahren in enger Zusammenarbeit mit dem Stadtgärtner Erwin Barth aus.
Er kehrte nach Berlin zurück und setzte seine Ausbildung in der Bauinspektion und der Königlichen Regierung Potsdam fort. Am 9. Juni 1906 schloss er sein zweites Staatsexamen zum Regierungsbaumeister (Assessor) für den Preußischen Staatsdienst ab. Seine häusliche Prüfungsarbeit wurde als Wettbewerbsarbeit zum Schinkelpreis angenommen, für die er im März vom Architekten-Verein zu Berlin die Schinkel-Medaille erhielt. Nach einer Studienreise nach Belgien und in die Niederlande nahm er am 1. August 1906 seine Arbeit als Regierungsbaumeister in Kassel auf. Er wurde Vertreter des Kreisbauinspektors Homburgs und übernahm die Bauleitung des Amtsgerichts in Fritzlar.

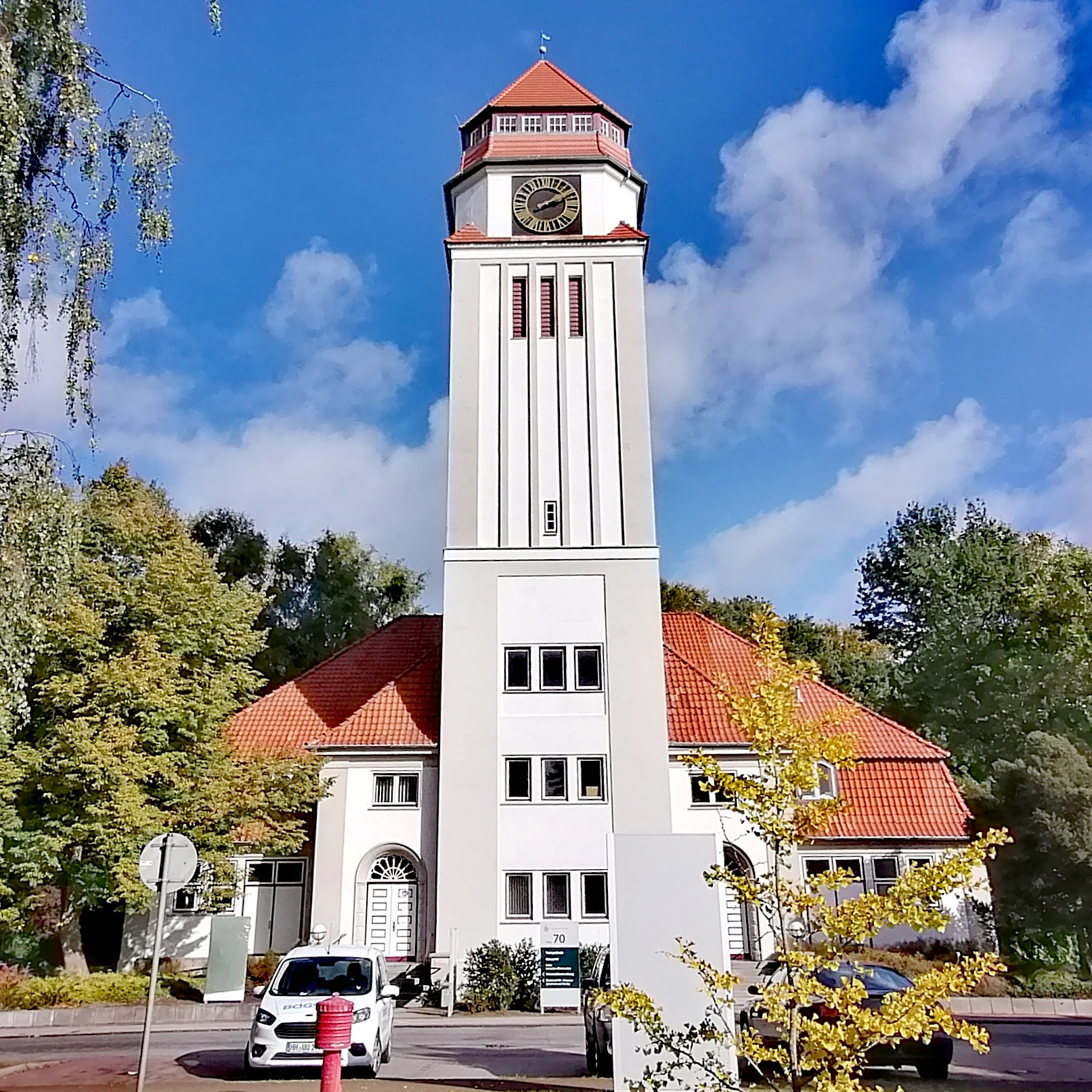
Turm der ehemaligen Heilanstalt Strecknitz

Am 11. September 1906 trat er eine Anstellung beim Hochbauamt der Stadt Frankfurt am Main an. Am 1. August 1907 trat er als Nachfolger von Bauinspektor Meyer in den Dienst der Hansestadt Lübeck.
Am 27. Dezember 1909 heiratete er die Malerin Anna Dräger, Tochter des Lübecker Industriellen und Gründers der Drägerwerk AG, Johann Heinrich Dräger in Lübeck. Das Paar hatte vier Kinder. Der Sohn Justus Mühlenpfordt wurde Kernphysiker und lebte später in Leipzig und Berlin. Er war Nationalpreisträger der DDR und leitete ab 1970 den Forschungsbereich Kernwissenschaften der Deutschen Akademie der Wissenschaften zu Berlin. Zwei Töchter waren ebenfalls Künstlerinnen, eine von beiden, Anke Meyer-Mühlenpfordt (* 18. März 1917 in Lübeck), arbeitete nach dem Zweiten Weltkrieg zusammen mit dem Graphiker Hermann Bollmann (1911–1971) an der Erstellung von Stadtplänen aus der Vogelperspektive, die erst gezeichnet werden mussten und war mit Jens Meyer verheiratet, der (zusammen mit ihrem Schwager) in Russland gefallen war und mit dem zusammen sie einen Sohn namens Arnd hatte, welcher Graphiker und Photograph geworden ist.
Mit seinem Schwager Bernhard Dräger verband Mühlenpfordt eine enge Freundschaft. Als Inhaber der Firma Drägerwerk, Heinr. & Bernh. Dräger eröffnete Dräger Carl Mühlenpfordt weitere Möglichkeiten architektonischen Wirkens im Industrie- und Privatbau. So war Mühlenpfordt Architekt von Erweiterungsbauten des Drägerwerks.
1912 entstand ein mehrstöckiges Fabrikgebäude, das beispielhaft für Carl Mühlenpfordts klare, zurückhaltende Architektursprache ist. 1921 wurde das Verwaltungsgebäude in der Moislinger Allee fertiggestellt.
Auch beim Bau des Wohnhauses von Bernhard Dräger und seiner Frau Elfriede, der Villa Finkenberg in Lübeck war Mühlenpfordt der Architekt. Die Villa Finkenberg gilt als ein Beispiel für die Reformarchitektur. An der Villa Finkenberg wirkten Bruno Paul und Harry Maasz mit.
Sowohl die Drägerwerks-Bauten als auch die Villa sind bis heute erhalten.
Mühlenpfordt gehörte mit Dräger zu den Gründungsmitgliedern der Lübecker Heimstätten-Gesellschaft. Ziel der Heimstätten-Gesellschaft war, den Arbeitern in Lübeck bessere Wohnmöglichkeiten zu bieten. Die Entwürfe der Wohnhäuser stammen von Mühlenpfordt.
Der Briefwechsel Bernhard Drägers mit Carl Mühlenpfordt, aufbewahrt im Dräger-Archiv Lübeck, ist eine bedeutende kulturgeschichtliche Quelle.
Der Senat der Stadt Lübeck verlieh Carl Mühlenpfordt 1910 den Titel eines Baurats. Mühlenpfordt entwarf die Heilanstalt Strecknitz mit 28 Gebäuden im Heimatschutzstil mitsamt 37 Meter hohem Wasser-, Glocken- und Uhrenturm. Die Einrichtung wurde nach dreijähriger Bauzeit am 24. Oktober 1912 in Betrieb genommen. Sie ist heute Teil des Campus der Universität zu Lübeck.

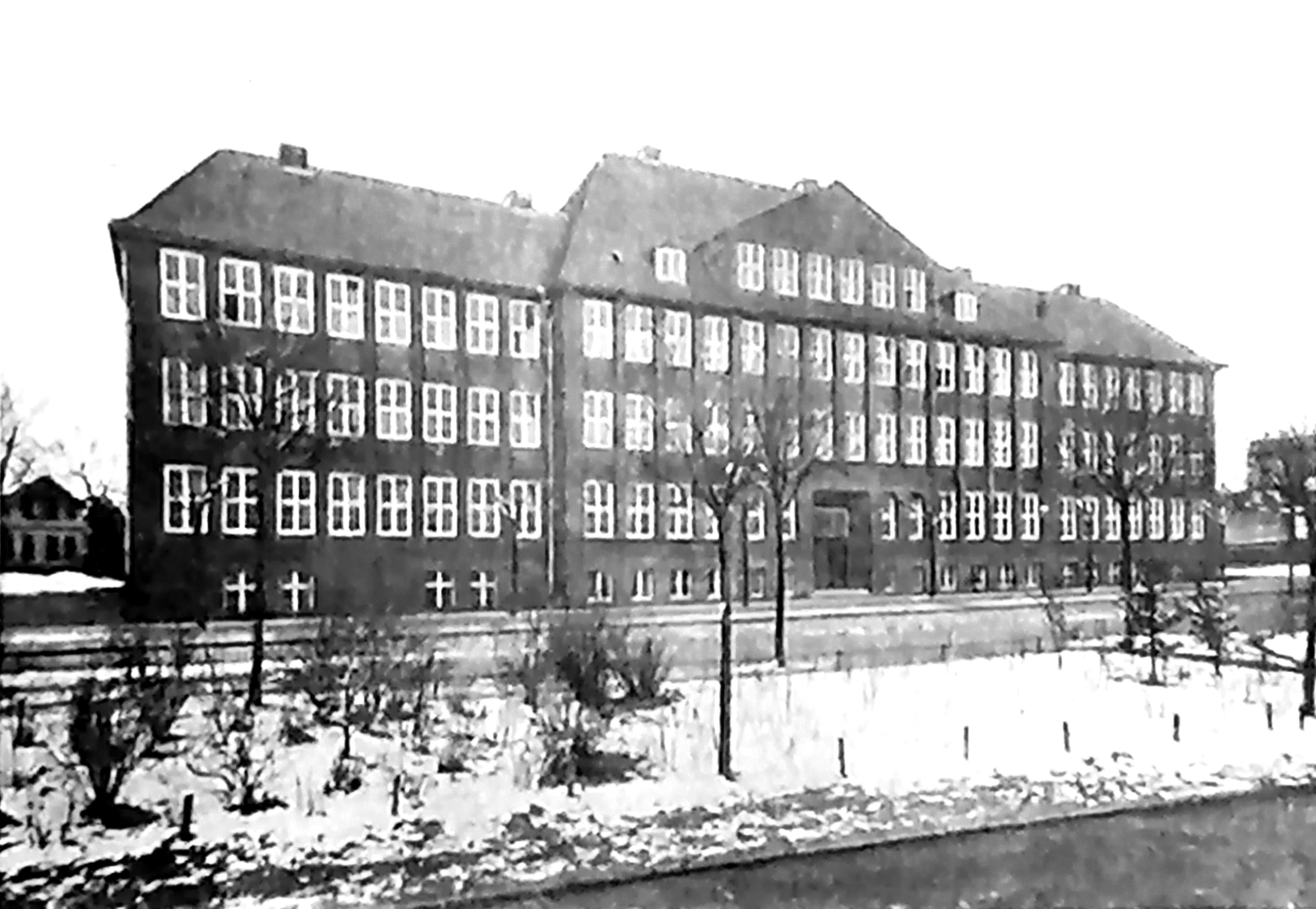
Einstiges Privat-Lyzeum von Ina Freese und heutige VHS, Falkenstraße

1914 wurde Carl Mühlenpfordt als Professor für das Fach Gebäudekunde an die Technische Hochschule Braunschweig berufen. Wegen des Beginns des Ersten Weltkriegs jedoch wird er eingezogen, um als Hauptmann der Reserve im Feldzug gegen Russland zu dienen. Deshalb zieht Anna Dräger-Mühlenpfordt erst im Jahre 1917 mit den Kindern von Lübeck zu ihrem Mann nach Braunschweig.
1919 bis 1925 war er Dekan der Architekturabteilung und zwischen 1925 und 1929 Rektor der Hochschule. 1934 wurde Mühlenpfordt, der national-konservativ eingestellt war, aus politischen Gründen aus dem Dienst entlassen. Er hatte sich vor 1933 und der Machtergreifung der Nationalsozialisten empört geweigert, Adolf Hitler an die Technische Hochschule Braunschweig zu berufen, damit er auf diese Weise die deutsche Staatsangehörigkeit erlange.
Als nach dem Luftangriff auf Lübeck am 29. März 1942 unverzüglich die Planungen für den Wiederaufbau in Gang gesetzt wurden, erhielt Mühlenpfordt den Planungsauftrag von der Kaufmannschaft zu Lübeck. Über diese Interessenvertretung der örtlichen Wirtschaft flossen seine Planungsüberlegungen in die städtebauliche Entwicklung Lübecks nach dem Zweiten Weltkrieg ein.
Den Namen Carl Mühlenpfordts tragen die Carl-Mühlenpfordt-Straße in Lübeck und die Mühlenpfordtstraße in Braunschweig.

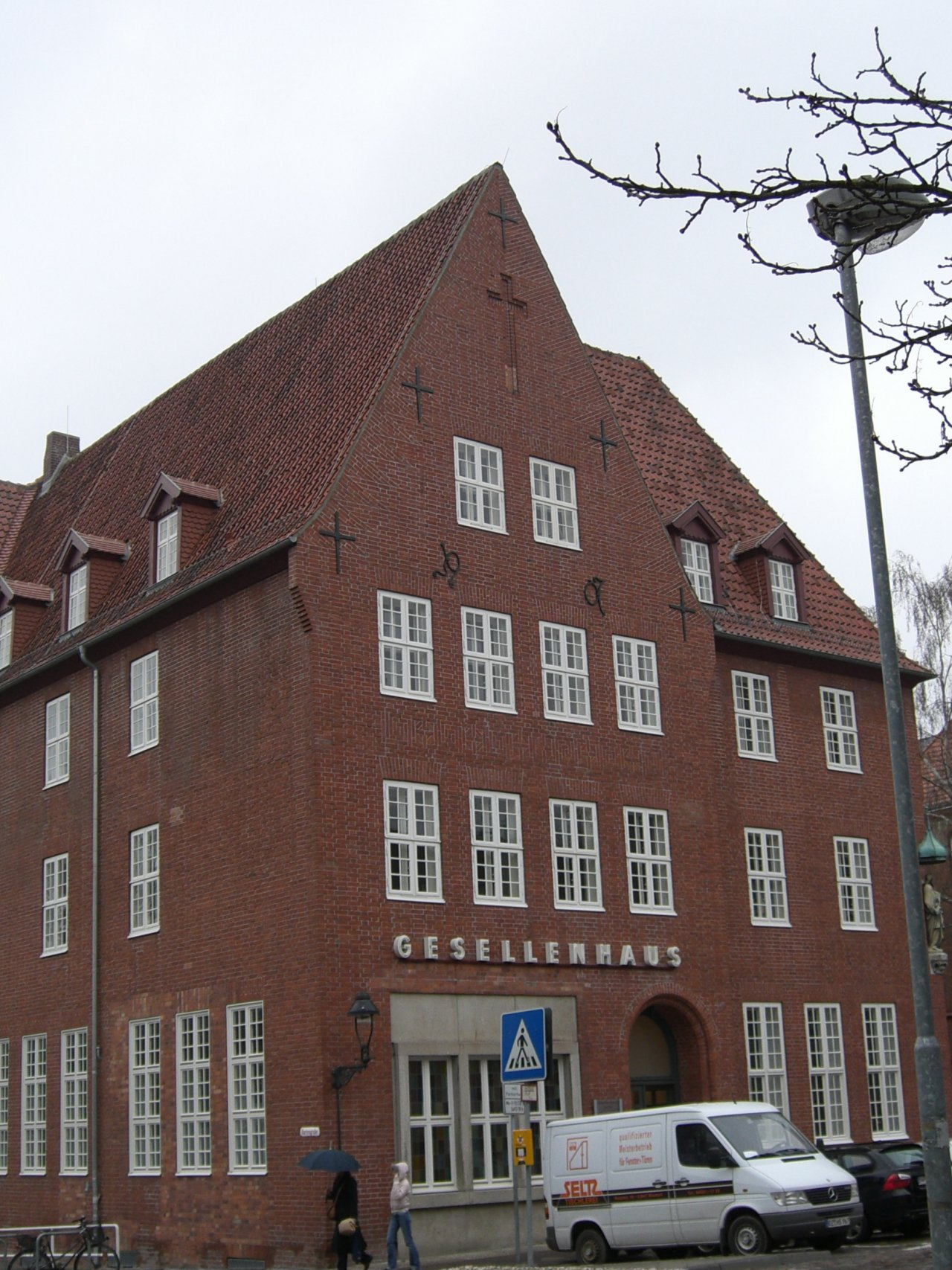
Katholisches Gesellenhaus in Lübeck

## Bauten
- 1908–1914: Wohnhäuser für den Gemeinnützigen Bauverein für den Kreis Alfeld eGmbH in der Kolonie Am Rodenkamp in Alfeld (Leine)
- 1908–1909: Gefängnis, so genannte Strafanstalt Neu-Lauerhof in Lübeck-St. Gertrud
- 1909–1910: römisch-katholische Kirche St. Joseph mit Pfarrhaus in Lübeck-Kücknitz, Josephstraße
- 1909–1912: Heil- und Pflegeanstalt in Strecknitz bei Lübeck, Ratzeburger Allee (heute Campus der Universität zu Lübeck)
- 1910–1911: evangelisch-lutherische St.-Johannes-Kirche mit Pfarrhaus und Volksschule in Lübeck-Kücknitz, Kirchplatz / Dummersdorfer Straße
- 1910–1914: Wohnhaus, genannt Villa Finkenberg, für den Unternehmer Bernhard Dräger in Lübeck
- 1912: Erweiterung der Alfelder Schuhleistenfabriken C. Behrens in Alfeld (Leine)
- vor 1913: Krematorium und andere Hochbauten auf dem Vorwerker Friedhof in Lübeck-Krempelsdorf, Friedhofsallee
- vor 1913: Turnhalle des Katharineums in Lübeck
- vor 1913: Erweiterungsbau des Hauptzollamts in Lübeck, An der Untertrave
- vor 1913: Gebäude der Firma Marty & Co. in Lübeck, Rosenpforte
- 1913: „Alte Stadtschule“ (Freese’sche Schule, später „(Ober-)Lyzeum am Falkenplatz“, heute Volkshochschule) in Lübeck, Falkenplatz
- vor 1914: Erweiterungsbauten der Drägerwerk AG in Lübeck, Moislinger Allee
- vor 1914: Wohn- und Geschäftshaus mit „Sonnen-Apotheke“ in Lübeck, Sandstraße
- vor 1914: katholisches Gesellenhaus in Lübeck, Hartengrube (neben der Propsteikirche Herz Jesu)
- vor 1915: Bau eines neuen Kirchturms und Renovierung der evangelisch-lutherischen Kirche in Nusse (Kreis Herzogtum Lauenburg, damals Exklave der Freien und Hansestadt Lübeck)
- 1927–1929: Institut für Hochspannungstechnik (Elektrotechnisches Institut) der Technischen Hochschule Braunschweig, Mühlenpfordtstraße
- 1928–1929: Bürgerschule (heute Grundschule) in Bad Gandersheim, Roswithastraße 16
- 1927–1930: Wohnbebauung des Gemeinnützigen Siedlungsvereins in der „Siedlung Lämmchenteich“ in Braunschweig
- 1929–1932: Verwaltungsgebäude der Ortskrankenkasse in Braunschweig, Am Fallersleber Tore 3/4
- 1931: evangelisch-lutherische Auferstehungskirche in Oldenburg i.O., auf dem Neuen Friedhof
- 1942: Luftschutzgebäude im Töpferweg (Lübeck)

## Ausstellungen
- Mühlenpfordt – Neue Zeitkunst und Anna Dräger-Mühlenpfordt – ausgewählte Werke. Museum Behnhaus Drägerhaus, Lübeck, 16. Januar bis 15. März 2020[9]